# Wim Hendriks (politicus)
Willem (Wim) Hendriks (Groningen, 28 mei 1922 – aldaar, 4 augustus 2003) was een Nederlandse politicus. Hij was lid van de SDAP en van de PvdA.

## Leven en werk
Hendriks was tot 1966 werkzaam bij de Groningse uitgeverij J.B. Wolters Uitgeversmaatschappij. Daarnaast was hij actief in de Groningse gemeentepolitiek. In 1955 werd hij lid van de gemeenteraad van Groningen en in 1962 werd hij fractievoorzitter van de PvdA in de gemeenteraad. Hij was tweemaal lijsttrekker voor de PvdA, in 1966 en in 1970. Van 1966 tot 1972 was hij wethouder van onderwijs, recreatie, sport, jeugdzaken en personeelsbeleid. In 1972 moest hij onvrijwillig zijn functie als wethouder van Groningen neerleggen, toen Max van den Berg en Jacques Wallage de macht grepen. In 1974 kwam hij niet meer op de kandidatenlijst voor de raadsverkiezingen. In datzelfde jaar werd hij benoemd tot burgemeester van Sliedrecht. Deze functie vervulde hij tot 1987. Van 1975 tot 1977 was hij tevens Eerste Kamerlid namens de PvdA. Na zijn pensionering in 1987 keerde hij direct terug naar Groningen. Van 1988 tot 1990 was hij waarnemend burgemeester van Finsterwolde.

## Onderscheiding
- Officier in de Orde van Oranje-Nassau (29 april 1985)

- Biografisch Portaal: 15930018
- Parlement.com: vg09llio1gvk